# Live Rare Remix Box
Pour les articles homonymes, voir Live and Rare.
Albums de Red Hot Chili Peppers
What Hits!?
(1994) The Plasma Shaft
(1994)
Live Rare Remix Box est une compilation de trois CD du groupe de rock californien Red Hot Chili Peppers. Elle est sortie le 24 février 1994 et contient trois CD : Live, Rare et Remix.
Comme son nom l'indique, le premier CD contient des performances "live" du groupe, notamment une de "Give It Away" dont le succès lors de concerts a toujours été impressionnant.
Le deuxième CD comporte des chansons rares, comme "Soul to Squeeze", sortie en single pour la bande originale du film Coneheads mais qui ne figure sur aucun album du groupe. Les trois autres chansons avaient toutes été enregistrées pour faire partie de l'album de 1991 Blood Sugar Sex Magik, toutefois elles n'avaient pas été retenues et le groupe a donc décidé de les mettre dans ce coffret.
Enfin le troisième CD contient des versions remixées de chansons, en particulier de leurs plus grands succès.

## Titres de l'album

### CD Live
1. "Give It Away" - 4:38
2. "Nobody Weird Like Me" - 5:05
3. "Suck My Kiss" - 3:41
4. "I Could Have Lied" - 4:32

### CD Rare
1. "Soul to Squeeze" - 4:53
2. "Fela's Cock" - 5:17
3. "Sikamikanico" - 3:32
4. "Search and Destroy" - 3:39

### CD Remix
1. "Give It Away" - 6:04
2. "Give It Away" - 6:50 (rasta mix)
3. "If You Have to Ask" - 7:36 (The Disco Krisco mix)
4. "If You Have to Ask" - 7:19 (Scoot & Garth mix)
5. "If You Have to Ask" - 6:33 (The Friday Night Fever Blister mix)